# Peter M. Christian
Peter Martin Christian, född 16 oktober 1947, är en mikronesisk politiker som var president i Mikronesiska federationen mellan 11 maj 2015 och 11 maj 2019. Han valdes som senator 2007 till att representera Pohnpei och omvaldes 2011. Han tjänstgjorde som ordförande för utskottet för transport och kommunikation under sin första period i kongressen. 

## Biografi
Peter M. Christian gjorde sin skolgång vid Xavier High School i Chuuk och fortsatte sedan sina studier som stipendiat vid universitetet på Hawaii vid Manoa. Han började sin politiska karriär vid 32 års ålder som en av de yngsta invalda i landet kongress. 
Christian skaffade sig omfattande diplomatisk erfarenhet under uppbyggnadsskedet i Mikronesien. Uppgången i hans politiska karriär tog fart när han valdes som representant för Kolonia Town i Ponapedistriktets lagstiftande församling 1975 där han också höll sin plats under övergångsfasen från Trust Territory till ett nytt oberoende Mikronesien. Han valdes till talman för FSM:s 13:e och 14:e kongress.

## Presidentskap
Peter M. Christian blev vald till Mikronesiens 8:e president och svors in i ämbetet den 11 maj 2015. År 2012 representerade han Mikronesien i diskussionerna med de andra ögrupperna Polynesien och Melanesien i frågan om Island States Neutralitet in the Era of Strategic Contest. Han kämpade där mot södra Stilla havets främsta förhandlare som förre amerikanske kongressledamot Eni Faleomavaega för Amerikanska Samoa, generalmajor Jerry Singirok för Papua Nya Guinea och Fijis minister Kalipate Tavola.